# Scalac
Scalac is de compiler uit de Scala Development Tools (and Utilities) van de École Polytechnique Fédérale de Lausanne. De compiler scalac zet Scala-broncode om naar een classfile (.class). Een classfile wordt gebruikt door de Java Virtual Machine (JVM).